# Panama (formație de muzică)
Formația Panama este o formație australiană de muzică pop din Sidney, formată de Jarrah McCleary după ce formația sa anterioară, ”The Dirty Secrets” și-a încheiat activitatea. Formația Panama este compusă din Jarrah McCleary, Tim Commandeur și Tom Marland.